# フランク・ミラー (チェリスト)
フランク・ミラー（Frank Miller, 1912年3月5日 - 1986年1月6日）は、アメリカ合衆国のチェリスト。

## 経歴
メリーランド州ボルティモアの生まれ。ピポーディ音楽院を経てカーティス音楽院に進学し、フェリックス・ザルモンドに師事。18歳でフィラデルフィア管弦楽団にチェロ奏者として参加し、1935年にはミネアポリス交響楽団の首席チェロ奏者を務めた。1940年にはNBC交響楽団に首席チェロ奏者として入団し、1954年の解散まで務めた。1957年から1959年までプエルト・リコのカザルス音楽祭のオーケストラの首席チェロ奏者として参加。1959年から1985年に引退するまで、シカゴ交響楽団の首席チェロ奏者を務めた。
一方で、1962年から1984年までイリノイ州のエヴァンストン交響楽団の音楽監督を務め、指揮活動も行った。
シカゴにて没。
レナード・ローズは彼のいとこに当たる。

## 註
1. ↑  死亡記事(The New York Times)
2. ↑  “アーカイブされたコピー”. 2013年11月5日時点のオリジナルよりアーカイブ。2013年10月18日閲覧。
3. ↑  歴史的チェリスト：レーナド・ローズ略歴